# Костел Успіння Пресвятої Діви Марії (Сміла)
Костел Успіння Пресвятої Діви Марії — діючий римо-католицький храм у місті Сміла Черкаської області. Пам'ятка архітектури національного значення[джерело?].

## Історія
Костел споруджено в 1818—1827 роках за кошти місцевого поміщика Антонія Совецького. До того на цьому місці існувала дерев'яна каплиця святої Варвари, збудована наприкінці 1760-х років Ксаверієм Любомирським.
У радянський період костел було закрито. Спочатку будівлю використовували як зерносховище, а згодом — як будинок культури та районну бібліотеку (1929—2000). У 1947—1949 роках було демонтовано мармурову підлогу, знесено центральну вежу та дзвіницю.
У грудні 2003 року храм було повернуто католицькій парафії. Відтоді він знову є діючим римо-католицьким храмом.

## Опис святині
Костел розташований у центрі Сміли, на території міського парку культури та відпочинку (вулиця Черкаська, 33).
Це монументальна кам'яна споруда прямокутного плану, зведена в неокласичному стилі. Будівля має дві башти та належить до типу базилік. Фасад оздоблений едикулами, розетками та колонами тосканського ордену. У первісному вигляді інтер'єр прикрашали позолочені колони головного вівтаря. Збереглися карнизи, балкон хору, вівтарна частина, вікна, двері.
Поряд із костелом розташована будівля парафіяльного дому.